# Кузів Віталій Васильович
Віталій Васильович Кузів (нар. 5 липня 1998, Бучач, Тернопільська область, Україна) — український футболіст, захисник. Брат-близнюк футболіста Романа Кузіва.

## Життєпис

### Характеристика
Віталій Кузів — правий півзахисник, який за потреби може з успіхом зіграти й на позиції правого оборонця. Швидкісний, технічний гравець, який своїми нестандартними діями, футбольним інтелектом часто ставить опонентів у скрутне становище. На полі також гравець вирізняється своїм футбольним характером, вибуховістю. На своєму правому фланзі полюбляє здійснювати рейди з подальшою націленою передачею колегам по команді.

### Клубна кар'єра

#### «Скала»
Вихованець футбольної академії «Скала» (Стрий). У чемпіонаті України (ДЮФЛ) виступав саме, за стрийську команду — 59 матчів, 4 голи. Перший тренер — Тарас Соломчак. На початку 2017 року підписав контракт із головною командою, проте до цього вже тривалий час виступав за юнацький колектив в Українській Прем'єр-лізі.
Дебютував за основний склад 18 березня того ж року в матчі першої ліги проти «Черкаського Дніпра». Всього за «Скалу» протягом 2017 року (сезони — перша ліга 2016/17 та друга 2017/18) провів понад 20 матчів.

#### «Буковина»
У березні 2018 року підписав півторарічний контракт із чернівецьким футбольним клубом «Буковина». Дебютував за «Буковину» 1 квітня того ж року в матчі чемпіонату другої ліги України проти ФК «Арсенал-Київщина».
18 липня в матчі проти ФК «Калуша», вперше зіграв в кубку України, а 22 вересня в матчі проти «Чайки» (Петропавлівська Борщагівка) відзначився дебютним голом у професіональній кар'єрі. У липні 2019 року припинив співпрацю з чернівецькою командою.

#### Аматорські команди
З літа 2019 року гравець аматорського клубу «Нива» (Теребовля), який брав участь в чемпіонаті України серед аматорів, а з нового року став гравцем іншого представника аматорського чемпіонату, а саме: «Епіцентр» (Дунаївці).
| Чемпіонат України (Аматорська ліга) |                       |      |      |
| Роки                                | Клуб                  | Ігри | Голи |
| 2019                                | «Нива» (Теребовля)    | 11   | 0    |
| 2020                                | «Епіцентр» (Дунаївці) | 6    | 0    |

#### «Епіцентр»
30 серпня 2020 року дебютував за «Епіцентр» на професіональному рівні в матчі кубка України проти львівських «Карпат».

### Цікаві факти
- Включений у збірну 2-го туру Другої ліги 2018/19 за версією Sportarena.com — позиція правий захисник[11].

## Статистика
Станом на 5 грудня 2021 року
| Сезон     | Команда               | Чемпіонат           | Чемпіонат | Чемпіонат | Кубок | Кубок | Кубок |
| Сезон     | Команда               | Змаг.               | Матчі     | Голи      | Змаг. | Матчі | Голи  |
| --------- | --------------------- | ------------------- | --------- | --------- | ----- | ----- | ----- |
| 2015—2016 | «Скала» (Стрий)       | Прем'єр-ліга (U-19) | 21        | 0         | —     | —     | —     |
| 2016—2017 | «Скала» (Стрий)       | Прем'єр-ліга (U-19) | 16        | 0         | —     | —     | —     |
| 2016—2017 | «Скала» (Стрий)       | Перша ліга          | 9         | 0         | —     | —     | —     |
| 2017—2018 | «Скала» (Стрий)       | Друга ліга          | 16        | 0         | —     | —     | —     |
| 2017—2018 | «Буковина» (Чернівці) | Друга ліга          | 9         | 0         | —     | —     | —     |
| 2018—2019 | «Буковина» (Чернівці) | Друга ліга          | 26        | 1         | КУ    | 1     | 0     |
| 2020—2021 | «Епіцентр» (Дунаївці) | Друга ліга          | 20        | 1         | КУ    | 3     | 0     |
| 2021—2022 | «Епіцентр» (Дунаївці) | Друга ліга          | 6         | 0         | КУ    | 0     | 0     |

## Досягнення
Аматорський рівень
- Віцечемпіон України (1): 2019/20